# Jean-Pierre Papin
Jean-Pierre Papin (Boulogne-sur-Mer, 5. studenoga 1963. –) francuski bivši nogometaš i trener
Najveće uspjehe postigao je igrajući za francuski klub Olympique Marseille od 1986. do 1992. godine, s kojim je osvojio 4 francuska prvenstva zaredom od 1989. do 1992. godine došao i do finala Kupa prvaka 1991. godine, koje su izgubili od Crvene zvezde. Bio je najbolji stijelac francuske lige 5 puta zaredom od 1988. do 1992. godine. Jedini je koji je to postigao. Proglašen je najboljim europskim nogometašem i igračem godine 1991. po izboru časopisa World Soccer. Proglašen je najboljim francuskim nogometašem 1989. i 1991. godine. Bio je najbolji strijelac Kupa prvaka 1990., 1991. i 1992. godine, tri godine zaredom. Svaki put je dijelio prvo mjesto s još jednim nogometašem.
Kasnije je igrao za talijanski Milan, njemački Bayern i francuske klubove Bordeaux i Guingamp te nekoliko nižerangiranih. Njegov prijelaz u Milan, bio je najveći nogometni transfer do tada. Iznosio je 10 milijuna funti. S Milanom je osvojio Ligu prvaka 1994., talijansko prvenstvo 1993. i 1994. i talijanski superkup 1992. godine. S Bayernom je osvojio Kup UEFE 1996. godine. Zatim je igrao za JS Saint-Pierroise. 
Kratko je bio trener francuskih klubova, a s 45 godina ponovno je zaigrao za nižerangirani francuski klub AS Facture-Biganos Boiens.
Za francusku nogometnu reprezentaciju igrao je 54 puta i postigao 30 golova. Bio je kapetan reprezentacije 1992. i 1993. godine.
Prilikom 100. godina FIFE, 2004. godine u izboru Peléa, nalazi se na popisu 100. najboljih nogometaša u povijesti nogometa.